# Scary Monsters and Nice Sprites
Scary Monsters and Nice Sprites ist die zweite EP des US-amerikanischen Electro-, Dubstep- und Brostep-Produzenten Skrillex. Sie wurde am 22. Oktober 2010 auf Beatport unter den Labels mau5trap und Big Beat Records veröffentlicht und am 20. Dezember 2010 auch auf anderen Musik-Online-Verkaufs-Plattformen angeboten. Der Musikstil der EP ist vor allem Dubstep, allerdings sind auch Einflüsse von House und Progressive House enthalten. Zwei Lieder aus dem Album, Rock n' Roll (Will Take You to the Mountain) und Scary Monsters and Nice Sprites benutzen die Stimme von Rachael Nedrow (auch bekannt als das „speedstackinggirl“), indem sie den Schrei von ihr („Yes, oh my Gosh!“) als Liedteil benutzen. In den Titeln wirken Penny, Foreign Beggars und Bare Noize mit. Die Remixe sind von Noisia, Zedd und Bare Noize. Bei den Grammy Awards 2012 gewann das Album zwei Grammys, den Grammy Award for Best Dance Recording und den für Grammy Award for Best Dance/Electronica Album.
Das Album ist nach David Bowies Album Scary Monsters (and Super Creeps) benannt.

## Kritik
Das Album erhielt einige wohlwollende Kritiken.

„The three remixes from Noisia, Bare Noize, and Zedd are solid if unspectacular, with only the latter's chilled-out version of the title track providing anything wildly different from the originals. But the invention showcased on the first six bass-heavy anthems is more than enough to suggest that the U.S. has found someone who is capable of selling the dubstep sound back to its South London homeland.“

„Die Remixe von Noisa, Bare Noize und Zedd sind solide, wenn auch unspektakulär, auch wenn die spätere Chilled-Out-Version des Titelstücks große Unterschiede zum Original aufweist. Aber [es] demonstriert […], dass die USA jemand anderes gefunden haben, der fähig genug ist, dem Original des Dubstep-Soundes nachzugehen: Südlondon.“

„On Scary Monsters And Nice Sprites, Moore has hit his mash-up groove, combining monster dance riffs with melodic ambience. The EP title is fitting, since these nine tracks (three of which are remixes) embody both sides of Moore; the rambunctious, punk-rock kid who screamed his head off in From First To Last (see the chaos of “Kill EVERYBODY”), but also the melodic, pensive adult who can seamlessly collaborate with pop singers like Penny and rappers like Foreign Beggars and Bare Noize.“

## Titelliste
- Rock n’ Roll (Will Take You to the Mountain) – 4:44
- Scary Monsters and Nice Sprites – 4:03
- Kill Everybody – 4:58
- All I Ask of You (feat. Penny) – 5:40
- Scatta (feat. Foreign Beggars and Bare Noize) – 3:55
- With You, Friends (Long Drive) – 6:29
- Scary Monsters and Nice Sprites (Noisia Remix) – 3:24
- Scary Monsters and Nice Sprites (Zedd Remix) – 5:58
- Kill Everybody (Bare Noize Remix) – 4:41

Zusätzlich auf der iTunes Deluxe Tour Edition
- Weekends!!! (feat. Sirah) – 4:45
- Weekends!!! (feat. Sirah) (Zedd Remix) – 4:41

## Kommerzieller Erfolg

### Chartplatzierungen
Das Album erreichte in den USA, in Australien, in Neuseeland und in Schweden die Charts. Es wurde in den USA für mehr als eine Million verkauften Stück mit Platin ausgezeichnet und blieb 94 Wochen in den Charts. Die erste Veröffentlichung aus diesem Album war die gleichnamige Single Scary Monsters and Nice Sprites.
| ChartsChartplatzierungen       | Höchstplatzierung | Wochen |
| ------------------------------ | ----------------- | ------ |
| Vereinigte Staaten (Billboard) | 49 (94 Wo.)       | 94     |

### Auszeichnungen für Musikverkäufe
| Land/Region               | Auszeichnungen für Musikverkäufe (Land/Region, Auszeichnung, Verkäufe) | Verkäufe  |
| ------------------------- | ---------------------------------------------------------------------- | --------- |
| Australien (ARIA)         | Platin                                                                 | 70.000    |
| Kanada (MC)               | Platin                                                                 | 80.000    |
| Neuseeland (RMNZ)         | Gold                                                                   | 7.500     |
| Schweden (IFPI)           | 2× Platin                                                              | 80.000    |
| Vereinigte Staaten (RIAA) | Platin                                                                 | 1.000.000 |
| Insgesamt                 | 1× Gold · 5× Platin ·                                                  | 1.237.500 |